# Horace Lecoq de Boisbaudran
Pour les articles homonymes, voir Lecoq de Boisbaudran.
Horace Lecoq de Boisbaudran, souvent appelé Lecoq, est un artiste français né le 14 mai 1802 à Paris et mort dans la même ville, dans le 6e arrondissement, le 7 août 1897, qui a renoncé à une carrière d'artiste peintre pour se consacrer à l'enseignement du dessin. 

## Biographie
Horace Lecoq de Boisbaudran est admis en 1819 à l'École des beaux-arts de Paris dans les ateliers de Pierre Peyron et de Guillaume Guillon Lethière. Il expose au Salon de 1831 à 1844 et en 1850.
Il enseigne le dessin de 1841 à 1869 à l'École spéciale de dessin et de mathématiques, dite « petite École », actuelle École nationale supérieure des arts décoratifs à Paris. Titulaire en 1844, il s'abstient dès lors d'exposer sa peinture, afin d'éviter que le style du professeur n'entrave le développement des élèves : « Le maître de l'art enseigne par ses œuvres, le professeur par la parole et la méthode ». En 1847, il est aussi professeur à l'annexe de la maison d'éducation de la Légion d'honneur, rue Barbette à Paris, où il commence à appliquer sa méthode de l'éducation à la mémoire pittoresque. De nombreux jeunes artistes suivent ses cours de dessin de mémoire du jeudi après-midi. Il emmène aussi ses élèves observer et dessiner en extérieur, contre la méthode courante de l'Académie. Avec quelque difficulté, il fait ensuite admettre son programme à la petite École ; il n'obtient qu'en 1863 la permission d'ouvrir un atelier pour l'enseignement du dessin de mémoire à l'École des arts décoratifs. Il en sera le directeur de 1866 à 1869.
Franc-maçon et fouriériste, son apport à la pédagogie réside dans sa méthode novatrice de l'apprentissage du dessin de mémoire, consistant à demander à l'élève d'observer un objet puis de le dessiner de mémoire. Il expose sa méthode dès 1847 et la présente à l'Académie des beaux-arts en 1854.
Selon Félix Régamey, Lecoq de Boisbaudran, « rebelle au sophisme qui fait de l'artiste — peintre, musicien ou poète — un être à part dans la société (Régamey 1903, p. 24) », exigeait des élèves un entraînement rigoureux des facultés perceptives. Son élève et éditeur L.D. Luard explique par trois raisons l'oubli de sa méthode d'enseignement : les autres enseignants ne partageaient pas ses idées ; l'élève qui devait prendre sa succession, Jean-Charles Cazin, préféra renoncer à l'enseignement pour se consacrer à la peinture ; la réédition de ses brochures prévue pour la fin de 1914 et retardée par la Première Guerre mondiale, intervint en 1920, à une date où l'attention générale était plus portée sur les suites du conflit que sur la pédagogie.
Raymond Régamey, neveu de Guillaume Régamey, un de ses élèves, a donné l'autoportrait de Lecoq de Boisbaudran au musée du Louvre en 1929,. Le même musée conserve aussi son dessin de Tête de femme, inspirée de l'antique, et figure d'homme.

## Distinctions
- Chevalier de la Légion d'honneur (1865)

## Œuvres exposées au Salon
- 1831, Portrait d'homme.
- 1833, Portrait de femme.
- 1834, Une lettre d'amour.
- 1835, Un portrait.
- 1837, Une religieuse.
- 1843, Le Christ à la montagne des Oliviers, commande du ministère de l'Intérieur.
- 1844, Saint Antoine.
- 1850, La Madeleine dans le désert (Bellier).

## Publications
- Prélude à l'unité religieuse, Paris : Librairie phalanstérienne, 1847, 8 p., extrait de La Démocratie pacifique du 18 avril 1847.
- Quelques idées et propositions philosophiques, Paris : impr. de D. Jouaust, s. d., In-8° , 80 p.
- Horace Lecoq de Boibaudran, « Éducation de la mémoire pittoresque », La Phalange, Paris, vol. 6, t. 2,‎ 1847, p. 354-366 (lire en ligne) ; imprimé à part en 1848.
- Éducation de la mémoire pittoresque, application aux arts du dessin, 2e éd. augmentée, Paris, Bance, 1862.
- Orient de Paris, L'Ordre les Philadelphes (du rite de Memphis). Compte-rendu des travaux du couvent maçonnique dans ses séances du 5-10 juin 1865… présenté par le Frère Lecoq de Boisbaudran… à la tenue du 3 juillet 1865, Paris : impr. de E. Donnaud, s. d., In-8° , 15 p.
- Lettres à un jeune professeur, Paris, Morel, 1876.
- Un Coup d'œil à l'enseignement aux Beaux-Arts, Paris, Morel, 1879.
- Horace Lecoq de Boisbaudran (auteur) et L.D. Luard (compilation, préface), L'Éducation de la mémoire pittoresque et la formation de l'artiste, Paris, Laurens, 1920 (lire en ligne) (compilation des titres précédents) en ligne à l'Institut national d'histoire de l'art (France) ; « mise en page pour impression recto/verso ».

## Élèves
Selon Félix Régamey, qui l'assista après avoir suivi son enseignement, d'« innombrables » artistes reçurent les conseils de Lecoq. « Mais », selon l'usage parmi les artistes, « ne peuvent compter parmi ses élèves que ceux dont la trace est fournie par les dessins faits pendant un séjour plus ou moins prolongé à l'atelier particulier du maître et qui se retrouvèrent dans ses cartons après sa mort » (Regamey 1903, p. 22). Parmi ces véritables élèves :
- Georges Bellenger (1847-1918)[a] ;
- Jean-Charles Cazin[a],[b] ;
- Henri Fantin-Latour[a],[b], de 1850 à 1856 ;
- Charles-Émile Cuisin[a], de 1851 à 1853 ;
- Jules Dalou, de 1852 à 1854 ;
- Albert Dammouse ;
- Gabriel Ferrier[a] ;
- Gsell ;
- Alphonse Legros ;
- Léon Augustin Lhermitte[a] ;
- Félix Régamey[a] ;
- Frédéric Régamey[a] ;
- Guillaume Régamey[a] ;
- Léon-Auguste Ottin ;
- Oscar Roty[b].

Hors de cette liste, des artistes se déclarent élèves de Lecoq de Boibaudran en exposant au Salon, parmi lesquels :
- Alphonse Legros ;
- Paul-Edme Le Rat.

On compte parmi ceux qui ont suivi son enseignement[réf. souhaitée] :
- Jules Chéret ;
- Auguste Gérardin, de 1867 à 1869 ;
- Auguste Lepère ;
- Stéphane Pannemaker ;
- Auguste Rodin, de 1854 à 1857[11] ;
- Marc-Louis Solon ;
- James Tissot[b].

## Jugements de contemporains
- « C'est à la petite École, dans cet établissement si étroit, où se pressent chaque soir tant de jeunes artisans après le labeur de l'atelier, que s'est ouvert cet enseignement des arts du dessin par la mémoire, l'une des plus fertiles innovations de notre temps, si toutefois on peut appeler innovation une méthode renouvelée des Grecs ». Eugène Emmanuel Viollet-le-Duc, « L'Enseignement des Arts - Il y a quelque chose à faire », Gazette des beaux-arts, 1862, t.XII, p. 399-400.
- « Dans le refus obstiné du monde officiel d'examiner et d'étudier la méthode Lecoq de Boibaudran, on sent une haine plus ou moins consciente des principes artistiques de l'esthétique moderne, dont elle n'est que l'application raisonnée et intelligente […] à nos yeux, c'est la seule qui puisse relever chez nous l'art qui tombe, faute d'un enseignement qui assure à la personnalité naissante de l'artiste la place et le développement sans lesquels il n'y a pas d'art », Eugène Véron, Courrier de l'art, 10 août 1882, p. 374.
- « M. Lecoq de Boisbaudran, le seul maître dont l'enseignement n'ait pas déprimé l'intelligence ou aggravé l'ineptie des élèves qui eurent la chance d'apprendre leur métier sous ses ordres » (Joris-Karl Huysmans, « Le Salon officiel de 1881 », L'art moderne, Paris,‎ 1929, p. 197).
- « Lecoq de Boisbaudran, le père Lecoq, comme l'appelaient familièrement et affectueusement ses disciples, n'est guère resté sans doute qu'un peintre assez secondaire, mais il a eu la gloire d'élever la plus belle génération d'artistes de cette deuxième moitié du siècle » (Léonce Bénédicte, Rapports du jury international de l'Exposition de 1900, Introduction générale - deuxième partie - Beaux-arts, Paris:Ministère du Commerce, 1900, p. 223).
- « Quand les disciples directs ou inavoués d'Edouard Manet — Roll, Gervex, Duez, Butin, Bastien-Lepage — proposeront comme fin à leur art la figuration du milieu social, ils se rencontreront avec les élèves de Lecoq de Boisbaudran, l'éducateur sans second qui a formé les talents les plus personnels, les plus originaux de ce temps. (Roger Marx, Maîtres d'hier et d'aujourd'hui, Paris, Calmann Lévy, 1914 (lire en ligne)). »